# Cheshire (cómic)
Cheshire (Jade Nguyen) es una personaje ficticia de DC Comics. Ella es una rival de larga data del equipo de superhéroes, los Jóvenes Titanes, y el interés amoroso ocasional de Roy Harper.

## Historial de publicaciones
Cheshire apareció por primera vez en New Teen Titans Anual #2 (1983) y fue creado por Marv Wolfman y George Pérez.

## Biografía del personaje ficticio

### Post-Crisis
Nacida (supuestamente, ver más abajo) de un padre francés, Andrê Chaumont, y una madre vietnamita, Anna Nguyen, Jade Nguyen tuvo una infancia infeliz y fue vendida a la esclavitud. De joven, después de matar a su amo, Jade fue informalmente adoptada por el luchador por la libertad chino Weng Chan, quien le enseñó todo lo que sabía acerca de la lucha de guerrilla. Adquirió conocimientos de venenos de Kruen Musenda, un asesino africano famoso conocida como la "Cobra que Escupe" y con quien estuvo casada durante los dos años anteriores a su muerte.
Ella es una rival de larga data del equipo de superhéroes, los Jóvenes Titanes. Sin embargo, cuando Roy Harper, alias el arquero Speedy, fue encubierto para el gobierno en una misión para conseguir su confianza y entregarla, los dos se enamoraron apasionadamente. Sabiendo que no sería capaz de entregarla, se fue; Cheshire no sabría su verdadera identidad hasta más tarde. El resultado de su romance fue una hija, Lian, a quien Roy crio.
Volviendo a sus formas mercenarias después de dejar a Lian atrás por Roy, Jade salvó la vida de Deathstroke para que pudiera ayudarla a robar armas nucleares de Rusia en un intento por chantajear al mundo. Para demostrar que no fanfarronea, ella aniquila a la nación ficticia del Medio Oriente de Qurac, razonando que ya que Qurac es un bastión de terroristas musulmanes, que los países occidentales estarían secretamente agradecidos. Los planes de Cheshire fueron frustrados cuando su base fue atacada y ella se vio obligada a huir. Más tarde creó su propio equipo, Los Cuervos.
Cheshire se ofreció a unirse a Tartarus, un grupo creado por Vándalo Salvaje con el objetivo de destruir a los Titanes. Durante un enfrentamiento con los Titanes y H.I.V.E, Salvaje le disparó a Cheshire para distraer a Arsenal. Ella se recuperó, pero fue detenida por crímenes que incluyen destruir Qurac. Condenada a cadena perpetua, fue sacada por Los Cuervos. Arsenal, sin embargo, la obligó a volver en custodia.
Finalmente, Cheshire descubre que su padre biológico era un senador llamado Robert Pullman, y trató de torturarlo y matarlo. Para ese fin, ella derrotó a Lady Shiva, e ideó un plan para usarla para fingir su propia muerte y huir del país con su hija. Jade ata a Shiva, la amordaza, y la encierra en el maletero de su coche (que estaba punto de explotar), con la esperanza de que las autoridades encuentren el cuerpo carbonizado de una mujer asiática en los restos del coche en llamas y crean que Jade fue asesinada mientras huía del asesinato del senador. Desafortunadamente para ella, Catwoman y Gitana aparecen y desatan a Shiva, mientras Cazadora y Canario Negro evitan que Jade asesine al senador, y luego la llevaron en custodia. Mientras escapaba de la escena del intento de asesinato, Jade es golpeada en la cara y arrojada del helicóptero en el que las mujeres escapaban por Canario Negro para evitar que sea golpeada hasta la muerte por una Shiva enfurecida.
En 2005, apareció en la miniserie Villains United como un miembro de los Seis Secretos. Cheshire había sido chantajeada para unirse por Pájaro Cantor, quien afirmó que había una pequeña bomba implantada en la nuca de Lian. Durante la serie, ella se acostó con Thomas Blake, alias Catman, y quedó embarazada de un niño de reemplazo, permitiéndole que deje el equipo y ya no tenga que preocuparse por la seguridad de Lian. Al final de la miniserie, habiendo traicionado a los Seis a la Sociedad de Luthor, Deathstroke le disparó y la hirió críticamente. Mientras el falso Luthor ordena la retirada de la Sociedad, una de sus últimas órdenes es traer a Cheshire, quien todavía está viva.
Después de la serie "Villains United", más tarde apareció con vida, viviendo en una mansión en el Himalaya con el hijo de Blake. Trabajando con Vándalo Salvaje otra vez, ella sofocó golpes a los demás miembros de los Seis Secretos excepto por Blake. Tomando el asunto en sus propias manos, apuñala al Sombrerero Loco, que está trabajando con los Seis. Su espada estaba envenenada (como siempre) y más tarde trocó el antídoto para el veneno de Catman a cambio de su seguridad.
En Justice League of America (vol. 2) #12, Cheshire apareció en la cárcel, recibiendo una visita de Roy Harper y Lian.
En Justice League of America Wedding Special, Cheshire aparece siendo un miembro de la nueva Liga de la Injusticia. Más tarde fue vista entre los villanos exiliados en Salvation Run.
Cheshire regresó como miembro de un pequeño ejército de villanos que tratan de cobrar recompensas masivas por las cabezas de los Seis Secretos. Ella consigue envenenar la comida de sus objetivos, pero es derrotada por Jeannette.
En Justice League: Cry for Justice, Star City es destruida por Prometheus, matando a Lian. Cheshire ataca a Roy, indignada con él por no mantener a Lian segura, hiriéndolo en el proceso. Roy y Cheshire continúan luchando, sin embargo Roy logra sujetar a Cheshire contra la pared. Cheshire pierde la voluntad de luchar y entre lágrimas recuerda la pérdida de su hijo. Roy la consuela y los dos tratan de acostarse juntos. Sin embargo, debido a la impotencia de Roy es incapaz de complacer a Cheshire en la cama, lo que provoca más confusión en la vida de Roy obligándolo a irse airadamente.
En Secrets Six el hijo de Cheshire de su participación con Catman (Thomas Blake) es secuestrado, cronológicamente esto sucede después de la muerte de Lian. Catman hace un alboroto asesino creyendo que el niño ya está muerto sólo para descubrir que el hombre que orquestó el secuestro ha dado al niño a una pareja amorosa sin hijos y que el propio secuestro fue un acto de venganza contra Cheshire por asesinar a su familia. Catman, después de darse cuenta de que el niño está mejor donde está, le informa a Cheshire que su hijo está muerto. Esto la envía a una rabia penosa, mientras Catman le dice a su hijo que descanse en paz después de matar a todos los secuestradores involucrados.
Cheshire es ahora miembro del nuevo equipo de Deathstroke, los Titanes. Su primera misión era asesinar a Ryan Choi. Es imprevisible cuánto tiempo permanecerá en el equipo, pero parece que uno de los objetivos de Deathstroke es burlarse de ella en superar su borde perdido después de la muerte de Lian. Más tarde, ella contacta a Roy, obligándolo a unirse al equipo de Deathstroke para que los dos puedan matar a Deathstroke. Cheshire racionaliza que Roy "se lo debe" por la muerte de Lian, pero si bien parece que Roy la traiciona, es parte del plan de Cheshire. Después, Deathstroke y su equipo llegan a la isla del Pacífico Sur para matar al líder de secta Drago por la producción de arena de guerreros ciegos; sin embargo, su equipo, Cheshire, y Roy lo traicionan, revelando que habían estado trabajando con Drago. El plan de Cheshire y Roy salió mal, porque Drago nunca tuvo la intención de darle a Cheshire su libertad de nuevo. Su intento por derrotar a Drago y escapar fracasó miserablemente. Más tarde, Drago le explicó a Cheshire que necesita un heredero, y que ella iba a proporcionarle uno. Drago intenta convencer a Cheshire para que sucumba a él, pero él estaba leyendo su mente y usando sus pensamientos en su contra. Cheshire es rescatada por Deathstroke y los Titanes. Cuando Drago fue derrotado, Deathstroke le permite vivir y los Titanes se van de su isla. Cheshire y Roy deciden volver a unirse a los Titanes. Al regresar al laberinto, Deathstroke les revela que sus objetos precedentes se utilizaron para crear una máquina curativa llamada "Dispositivo de Matusalén" para su hijo moribundo, Jericó. Después de curar a Jericó, Deathstroke afirma que la máquina también puede resucitar a los muertos, ofreciéndole a Cheshire y Roy la oportunidad de revivir a Lian. Cheshire acepta, pero Roy se niega, diciendo que él ha estado castigándose por la muerte de su hija y que Lian está en un mejor Lugar. Cheshire se une al Hombre Tatuado y Cinder para combatir a los otros Titanes para destruir el Dispositivo de Matusalén. Después que Cinder se sacrifica para destruir el Matusalén, Cheshire se va y le dice a Roy que nunca le perdona.

#### Cuestión de la paternidad
Fue en la historia de Birds of Prey, Sensei and Student, que Cheshire afirma que había descubierto la verdadera identidad de su padre, el senador de EE. UU., Robert Pullman. Según ella, el senador Pullman violó a su madre y la dejó sola y embarazada. Esto sería retcon, pero aún está por verse si Jade está diciendo realmente la verdad.
A partir de "Infinite Frontier", Cheshire ya no es la hija del senador Pullman, ya que se dice que solo es vietnamita.

### The New 52
En The New 52, Cheshire fue solicitada como figura en Grifter, volviéndose un equipo con Deathblow para ayudar a Cole Cash. Sin embargo, el personaje nunca es referido como Cheshire, sólo como Niko. Más tarde, ella traiciona a Grifter y Deathblow revelando que era un agente encubierto para Helspont, pero más tarde fue derrotada por ellos donde trataron de detener los planes de Helspont.
Cheshire se ve más tarde como miembro de la Liga de Asesinos cuando planean reclutar a Red Hood.
Cheshire aparece en Aquaman and the Others, formando equipo con KGBestia y un grupo de terroristas conocido como Mayhem para robar los códigos de lanzamiento de un satélite de la era soviética lleno de armas nucleares para rescatar a la Tierra.

### DC Renacimiento
En Rebirth, Cheshire aparece como uno de los cazarrecompensas que intenta matar a Wonder Woman. Cheshire es también uno de los asesinos contratados por el Noveno Círculo para eliminar a Green Arrow. Más tarde intenta matar a Batman. Se dice que es una de las personas más tóxicas del planeta, junto con Copperhead. Ellos atacan a Batman en un tren y él responde inmolándose en un lago debajo. Cheshire y Copperhead comentan sobre su resistencia.
Se muestra al Arsenal rastreando a Chesire en Nightwing #43. Se dice que solían salir pero se separaron debido a las tendencias malvadas de Jade. Se ve a Chesire liderando una misión para la Liga de Asesinos con la intención de llevar a cabo una catástrofe en toda la ciudad, pero Nightwing, Damian Wayne y Roy frustran sus planes.
Cheshire fue contratado por la Hermandad del Mal para robar una muestra de material de drogas llamado Bliss. Al mismo tiempo, Roy Harper también está tras la pista de la droga. Cheshire lo engaña para que la ayude, envenenándolo durante un encuentro sexual que lo lleva a creer que había recaído en las drogas. Poco después, todavía bajo el empleo de la Hermandad, ella, junto con algunos matones, defiende a Monsieur Mallah y The Brain luchando contra el Arsenal. Devastadoramente desigual, Arsenal casi es golpeado hasta la muerte por los matones mientras Cheshire da un paso atrás y observa. Ella le ahorra la desgracia de ser golpeado hasta la muerte y le proporciona la eutanasia. Cuando está a punto de hacerlo, llega Donna Troy para detenerla. Casi perdiendo ante ella, Cheshire intenta burlarse de Donna para que la mate cuando le contaron sobre eventos recientes que eran muy sensibles para Donna.
Cheshire asiste en secreto al funeral de Roy Harper, lejos de los demás, en la parte de atrás. Se ve inexpresiva, pero derrama una sola lágrima, posiblemente sintiendo remordimiento por su última interacción. Reaparece en los cómics de Green Arrow como miembro del "Noveno Círculo".
Cheshire apareció más tarde en el primer arco de James Tynion en Batman. Ella es una de las asesinas, junto con Deathstroke, Merlyn, Gunsmith y Mr. Teeth, contratadas por el Pingüino y el Diseñador para matar a Batman. Ella evadió la captura del GCPD y casi intenta matar a Batman, pero fue atropellada por un camión, mientras Batman se deslizaba por debajo del camión. Batman la detiene, hasta que los otros asesinos la ayudaron a escapar. Cheshire, junto con Merlyn, más tarde intentarían atacar a Catwoman y Harley Quinn en un cementerio, pero ambos fueron derrotados por ellas.

### Frontera Infinita
Cheshire reapareció en el evento Infinite Frontier, ahora con una máscara similar a su contraparte de Young Justice. En un flashback, se muestra a Jade huyendo de los ninjas con su hija, Lian . Para protegerla, Jade llevó a Lian a una iglesia local en Gotham, refiriéndose a la niña dormida como Lotus antes de regresar a la noche.
Además, se restablece a Jade que su herencia es solo vietnamita, por lo que ya no se dice que sea la hija del senador Pullman, André Chaumont y Anna Nguyen.
A lo largo de Catwoman # 33-38, se muestra a Jade siguiendo un camino de redención junto a Clayface y otros villanos como Firefly y Knockout. Juntos, ayudaron a Catwoman a salvar Alleytown del Magistrado. En Catwoman #38, Jade se reunió con su ahora adolescente hija Lian.
En Harley Quinn Vol. 4 Annual, Jade ayudó a Solomon Grundy a encontrar a Harley, que había sido secuestrada por Keepsake.

## Poderes y habilidades
Cheshire es una combatiente cuerpo a cuerpo talentosa, y es una de los primeros artistas marciales y combatientes cuerpo a cuerpo en el Universo DC. Está entrenada en varias artes marciales que se creen perdidas para siempre. Además, Cheshire es también una experta acróbata con triple articulado, y utiliza esta habilidad para moverse con rapidez y de forma inesperada, y también para aumentar sus habilidades de lucha. De mayor preocupación son sus uñas artificiales, que sumerge en varias variedades de venenos. Ella les da a sus armas y otros accesorios un tratamiento similar. En Birds of Prey #63, Canario Negro le llama "la segunda asesina más mortífera del mundo", sólo superada por Lady Shiva. En Aquaman and the Outsiders #11, Cheshire es llamada "la mujer viva más peligrosa".

## Otras versiones

### Flashpoint
En el universo Flashpoint, Cheshire se unió a las Furias de las Amazonas.

### DC vs. Vampires
En DC vs. Vampires, Cheshire es salvada de un vampiro por Green Arrow y este último le advierte sobre el inminente ataque de vampiros contra la humanidad y le pide a Jade que esté en guardia.

## En otros medios

### Televisión
- Cheshire fue uno de los nuevos villanos que aparecen en la temporada 5 de Los jóvenes titanes. Ella aparece como recluta de la Hermandad del Mal. Se parece a su encarnación del cómic, simplemente más joven con una máscara de gato. Ella tiene la habilidad de volverse invisible excepto por los ojos y la sonrisa de la máscara, al igual que el Gato de Cheshire de Alicia en el País de las Maravillas. Ella también es muy hábil en las artes marciales, y utiliza sus largas mangas kimono, garras de metal y su pelo largo como sus principales armas. Ella primero captura a Speedy para la Hermandad, y más tarde ayuda a derrotar a Heraldo dentro de la sede de la Hermandad, pero ella no es vista durante el resto de la batalla.
En cuanto al impacto cultural de este personaje, la máscara de Cheshire de esta versión ha demostrado ser tan popular que apareció en varias versiones animadas posteriores de Cheshire en otros medios relacionados con DC (véase abajo)

- Cheshire aparece en Young Justice episodio "Infiltrado" con la voz de Kelly Hu.[33] Ella lleva un par de sai para el combate cuerpo a cuerpo, y su máscara puede realizar una serie de funciones tales como mejorar imágenes de huellas y filtrar gases venenosos. Ella fue presentada inicialmente como un miembro de la Liga de las Sombras que es enviada a asesinar a Serling Roquette, una joven científica prodigio que había sido previamente secuestrada y forzada a trabajar con la Liga. Cheshire al final permite que la mujer viva, pero revela que tiene una conexión pasada con Artemis (una de los jóvenes héroes enviados para proteger a Serling) después de haberle quitado la máscara a Cheshire. Este descubrimiento causó que Artemis deje escapar a Cheshire. Más tarde, en "Blancos", ella y Sportsmaster son contratados por Ra's al Ghul para asesinar a Lex Luthor y un par de diplomáticos de naciones beligerantes. Ella es frustrada por Aqualad y Flecha Roja, haciendo varios avances coquetos a este último. Ella también parece tener algo de historia con Sportsmaster. En el episodio "Frente civil," se revela que esta versión de Cheshire es la hermana de Artemis que escapó de su padre cuando era joven. No quería traer a Artemis con ella ya que la retrasaría. En "Inseguridad", Cheshire encuentra a Artemis cuando Justicia Joven está vigilando las actividades de Sportsmaster. Flecha Roja los alcanza mientras ella secretamente alerta a Sportsmaster, que se escapara. Kid Flash logró quitar a Cheshire de Flecha Roja. Cheshire logró escapar mientras Artemis coloca un rastreador en ella. Artemis logra encontrar a Cheshire que logró quitarse el rastreador de su espada y mostrarla a Sportsmaster preparándose para emboscar a Flecha Roja. Artemis lucha con Cheshire mientras Flecha Roja lucha con Sportsmaster hasta que Klarion el Niño Brujo los saca a sí mismo y a los otros villanos del depósito. Más tarde en el episodio, se revela que Sportmaster es el padre de Artemis y que su madre solía ser La Cazadora. En "Sospechosos habituales", Cheshire se une a Enigma, Mammoth, y Shimmer en una emboscada contra Justicia Joven estrellando un avión. Ella termina en un duelo con Artemis. Sin embargo, salva a Artemis al empujarla fuera del camino de una avalancha que se aproxima. Cheshire dice que son hermanas y que no quiere a Artemis muerta antes de alejarse. Cheshire más tarde lleva a Artemis a Santa Prisca para reunirse con Lex Luthor, Abeja Reina, Sportsmaster, Bane, y Blockbuster para que ella, Miss Martian, y Superboy hagan su parte. Cheshire más tarde se une a Sportmaster para luchar contra Artemis. Cuando Sportsmaster termina atrapado en alquitrán, Cheshire se escapa afirmando que "cada chica depende de sí misma." En la segunda temporada, en "Salvaje", se muestra que Cheshire está casada con Flecha Roja y tiene una hija, Lian Nguyen-Harper. Cheshire le dice a Flecha Roja que logró obtener una pista sobre donde ocultaban el cuerpo del verdadero Roy Harper. En "Linajes" Flecha Roja y Cheshire se infiltran en un templo en el Tíbet donde creen que el verdadero Roy Harper está oculto. Después de combatir a los guardias, Flecha Roja y Cheshire encuentran al verdadero Roy Harper criogénicamente congelado. En "Satisfacción", Sportsmaster y Cheshire supervisan a Paula Crock y Kid Flash visitando la tumba de Artemis donde Cheshire expresa decepción porque Artemis fue asesinada por Aqualad. Sportsmaster le dice que Manta Negra le debería haber dicho esto de antemano y que ella puede lidiar con Aqualad mientras él se ocupa de Manta Negra. En "Verdaderos colores", Cheshire pilota un helicóptero para ayudar a escapar a Sportsmaster desde la sede de La Luz en las montañas de Mongolia. Después, Sportsmaster le dice a Cheshire que son libres de perseguir sus objetivos de venganza. En "Complicaciones", Cheshire y Sportsmaster se infiltran en la nave de Manta Negra para vengarse de Manta Negra y Aqualad. Cheshire llega hasta Aqualad con el fin de vengar a Artemis. Miss Martian protege a Aqualad mientras Cheshire ataca a Miss Martian como una forma de aprovechar el Collar Inihibidor. Aqualad luego sale de la cama mientras trata de razonar con Cheshire que Artemis está viva en la nave de Manta Negra. Después que Tigress apaga los controles del Collar Inhibidor, Miss Martian utiliza sus poderes para detener la lucha para que Tigress pueda revelarle lo que realmente sucedió entre Aqualad y Artemis a Sportsmaster y Cheshire y lo que tenía que saber sobre los Reach. Después, Cheshire escapa con Sportsmaster. Después de recoger a su hija, Cheshire comienza a contarle a su madre la verdad sobre Artemis. En la tercera temporada Cheshire dejó a Lian al cuidado de Artemis y Red Arrow para concentrarse en sus actividades delictivas, ya que se siente indigna de ser la madre de Lian y parte de una familia normal a pesar de que aún ama a Lian y Flecha Roja. En la cuarta temporada, Cheshire le revela a Artemis que teme ser una mala influencia para Lian. Al enterarse de su difícil situación, Ra's al Ghul acepta ayudar a rehabilitar a Cheshire, quien se queda en Infinity Island para trabajar en sí misma.

### Películas
- Una versión malvada de Katana de los Outsiders aparece en Justice League: Crisis on Two Earths como parte del malvado Sindicato del Crimen (una versión alternativa de la Liga de la Justicia). Ella pelea con Wonder Woman, pero la alejan de un manotazo. En esta versión, sin embargo, Katana también lleva una máscara de gato similar a la de la de Cheshire de la serie Los jóvenes titanes y está diseñada similar al traje de Cheshire en la serie animada Young Justice.
- Jade aparece en la película animada de DC Universe, Batman: Soul of the Dragon, con la voz de Jamie Chung. Esta versión es una estudiante de artes marciales de O-Sensei que con frecuencia desafía las decisiones de su maestro. Ella es asesinada por su compañero de estudios Rip Jagger para abrir una puerta mística al reino del dios serpiente Nāga.
- Jade aparece en la película animada de DC Universe Catwoman: Hunted, nuevamente con la voz de Kelly Hu. Esta versión es una asociada de Catwoman que posee una máscara de Gato de Cheshire y empuña un par de sai, una espada y garras con veneno para medusas.[34]

### Videojuegos
- Cheshire aparece como jefe en el videojuego Young Justice: Legacy. Kelly Hu repite su papel. Cheshire lleva un ejército de asesinos de la Liga de las Sombras buscando un fragmento de una estatua en una excavación en Olimpia, Grecia. Es derrotada por un equipo de héroes dirigido por su hermana Artemis. En este videojuego, Cheshire lucha con un lanzacohetes junto a sus armas habituales.
- En Batman: Arkham Origins, aunque Cheshire misma no aparece en persona, se le hace referencia brevemente en la Fundición de Sionis, donde se ve una carpeta con un sello de "rechazado" que lleva su nombre, lo que indica que estaba considerada como una de los asesinos contratados para matar a Batman, pero no cumplía los requisitos.

### Serie web
Cheshire aparece en DC Super Hero Girls, como una de las estudiantes de fondo que asiste a Super Hero High y es interpretada por Nika Futterman.

### Misceláneo
- La versión de la serie animada Jóvenes Titanes de Cheshire apareció en Teen Titans Go! #34. En Teen Titans Go! #39, ella apareció de nuevo, pero su revancha con Speedy fue interrumpida cuando Larry el Titán le disparó a los dos con flechas de Cupido, haciendo que (al menos temporalmente) se enamoren. En la página donde todas las parejas están creando el caos en la Torre de los Titanes, se ve en la parte trasera que Cheshire se ha quitado la máscara para mostrarle a Speedy su cara, pero mostrada desde atrás por lo que el lector no es capaz de ver su cara.